# Tapinocephalus atherstonei
A Tapinocephalus atherstonei az emlősszerűek (Synapsida) osztályának Therapsida rendjébe, ezen belül a Tapinocephalidae családjába tartozó faj. Manapság csak ezt a fajt helyezik ebbe a nembe.

## Tudnivalók
A Tapinocephalus egy nagy dinocephalia emlősszerű lény, amely a középső perm korszakban élt. Ennek a tömzsi, hordószerű testű állatnak, nagy csontos homloka és kis orra volt. Feltételezik, hogy a csordán belül ezek az állatok egymás fejével döfkölődtek, a terület vagy pár megvédéséért, illetve kereséséért.
A Tapinocephalus maradványok több hiányos csontvázból állnak. Csak az egyik megkövesedett példánynak találták meg a koponyáját. A Tapinocephalus atherstoneit, a Tapinocephalus rétegben, az Alsó Beaufort kőzetben találták meg. Ez a dél-afrikai Karoo-medencében van. A Tapinocephalus nembe csak a típusfajt, a Tapinocephalus atherstoneit sorolják.
A Tapinocephalusok hossza meghaladta a 3 métert, testtömege körülbelül 1,5-2 tonna lehetett, emiatt korának egyik legnagyobb élőlénye volt.

## Rokon fajok
A Keratocephalus és a Moschops capensis rokonai voltak a Tapinocephalusnak. Életmódjuk és megjelenésük hasonlított e dinocephaliára.